# Étienne Dupérac
Étienne Dupérac, né vers 1535 à Paris ou Bordeaux et mort en mars 1604, est un architecte, graveur et peintre français du XVIe siècle.

## Biographie
Étienne Dupérac est né à Bordeaux ou à Paris. 

### Rome
Il arrive à Rome en 1550, où il est devient un dessinateur et graveur habile. Le pape Pie IV semble lui avoir confié les peintures du paysage de La Logia dans le palais du Vatican. Il publie un plan de la Rome antique avec les bâtiments reconstruits intitulé Urbis Romae Sciographia en 1574 et un plan de la Rome moderne avant les projets d'urbanisme de Sixte V intitulé Descriptio en 1577, et le plan original de la villa d'Este à Tivoli en 1575, ainsi qu'un livre de quarante gravures de monuments et antiquités romaines intitulé I vestigi dell'antichità di Roma en 1575.
Un livre intitulé Disegni de le Ruine di Roma e Come Anticamente Erono regroupant des dessins sur parchemin des ruines de Rome confronté à leur aspect d'origine, sous le même angle, lui est attribué et est daté de 1564-1574. Toutefois le texte qui devait accompagner les dessins n'a pas survécu et la paternité de Dupérac est remise en question.
Les gravures de Dupérac sur la Rome moderne, comme le carrousel de la cour du Belvédère ou sa vue plongeante sur la villa d'Este, servent à propager des idées d'architecture et de jardins en France et dans le nord de l'Europe. Dupérac travaille un temps également pour Antoine Lafréry sur l'Atlas de Lafréry.
Un album signé de Dupérac daté de 1575 et intitulé Illustration des fragments antiques est conservé au musée du Louvre. Une gravure de Speculum Romanae Magnificentiae est exposée au Palais Braschi à Rome.

### Paris
Il retourne en France en 1578 à Caen, puis à Paris en 1580. Il est alors chargé de peindre le Cabinet des Bains au château de Fontainebleau et semble avoir inspiré Claude Mollet pour certains des jardins du château. Il est également à l'origine des jardins du château d'Anet en tant qu'architecte du duc d'Aumale.
En tant qu'architecte d'Henri IV à partir de 1595, il pourrait avoir conçu les jardins en terrasses du château de Saint-Germain-en-Laye, puis il est engagé pour des travaux au château des Tuileries à Paris entre 1600-1603.
Il termine la première partie de la Grande Galerie du Louvre, qu'avait commencée Jacques Androuet du Cerceau.
Étienne Dupérac meurt à Paris.
- Exemples issus de l'Illustration des fragments antiques en 1575

Exemples issus de lIllustration des fragments antiques en 1575
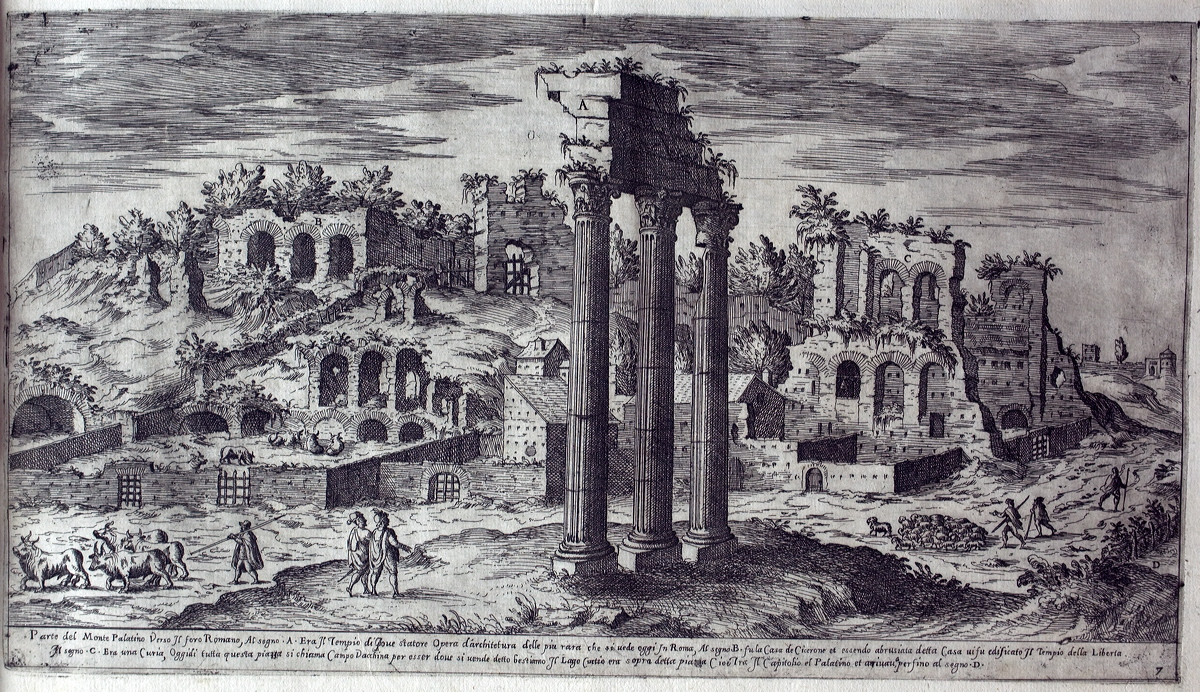
Partie du Mont Palatin.
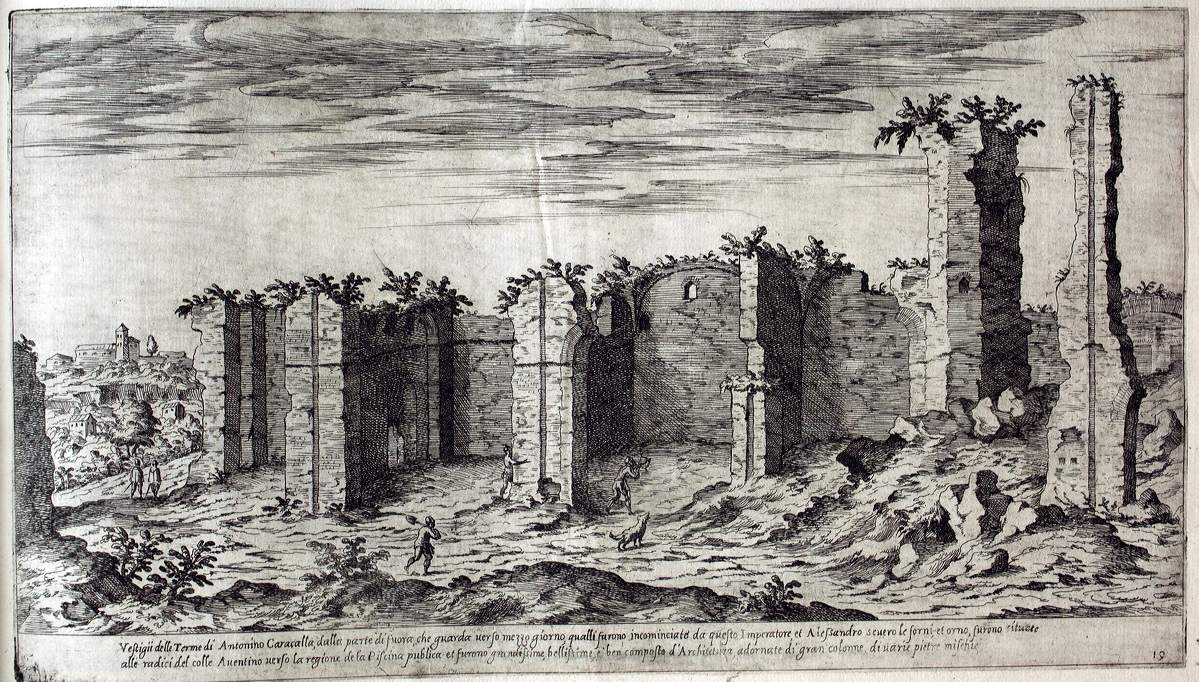
Thermes de Caracalla.
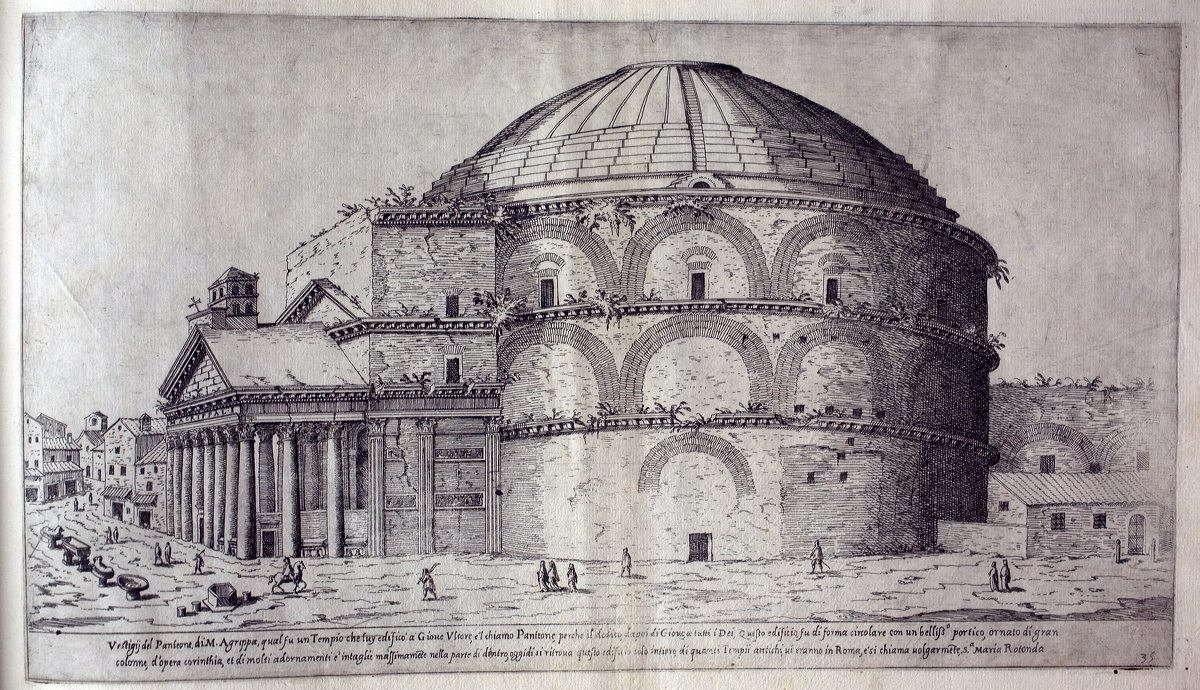
Panthéon d'Agrippa.
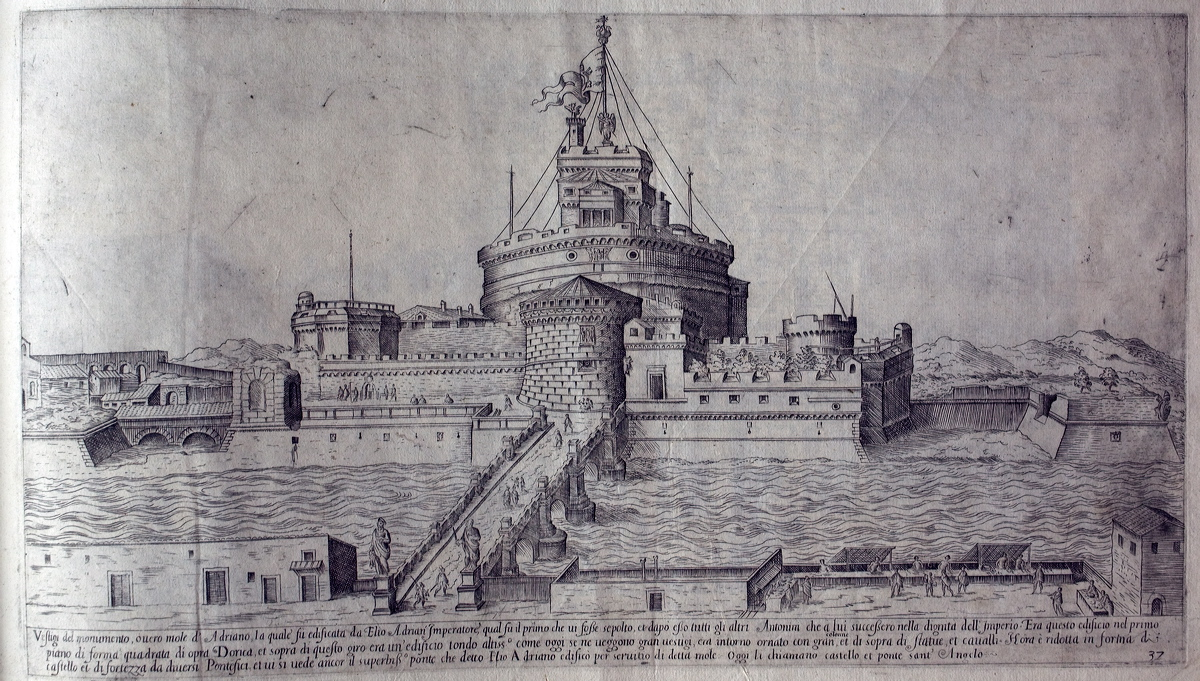
Mausolée d'Hadrien et Château Saint-Ange.
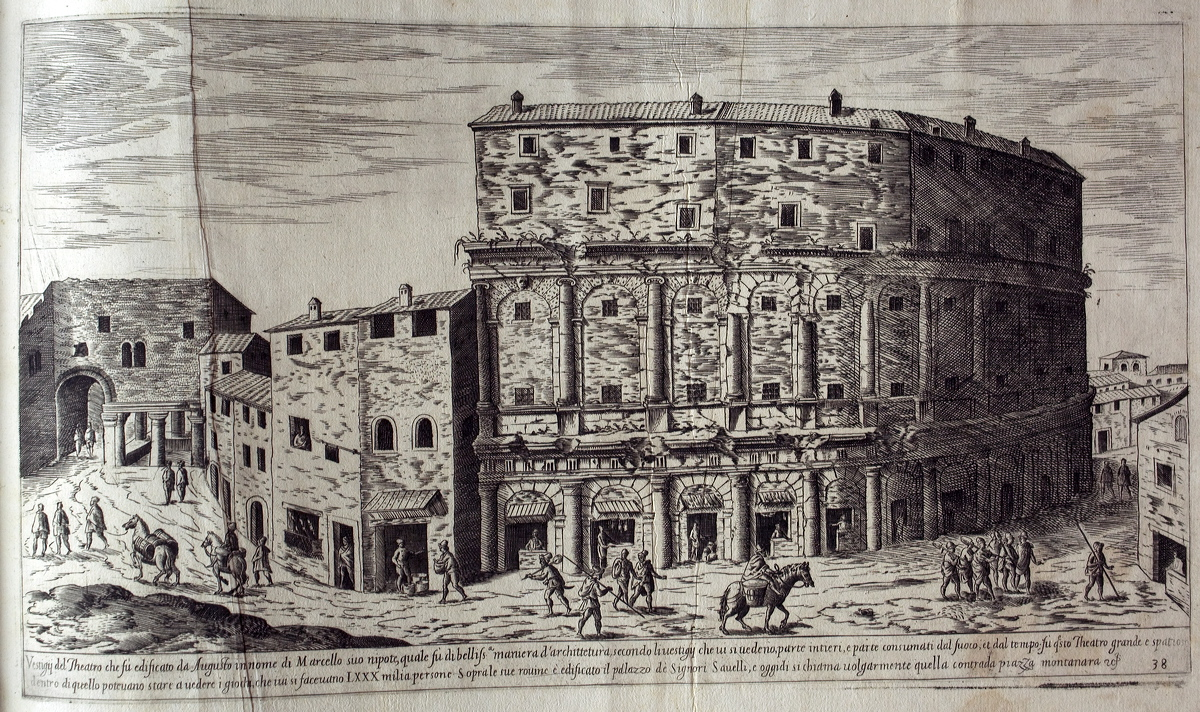
Théâtre de Marcellus.

Exemples d'autres œuvres de Dupérac
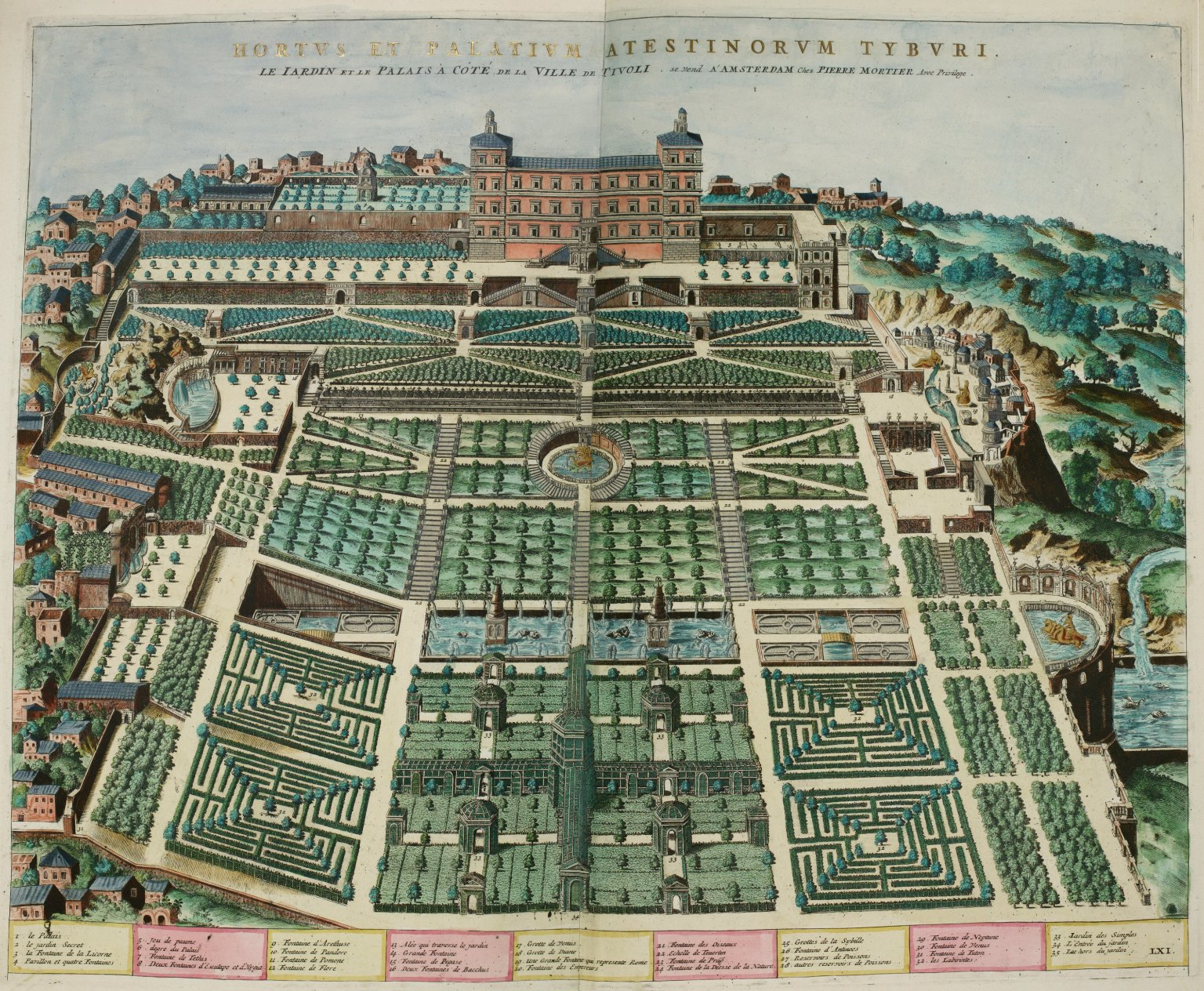
Jardins de la villa d'Este.
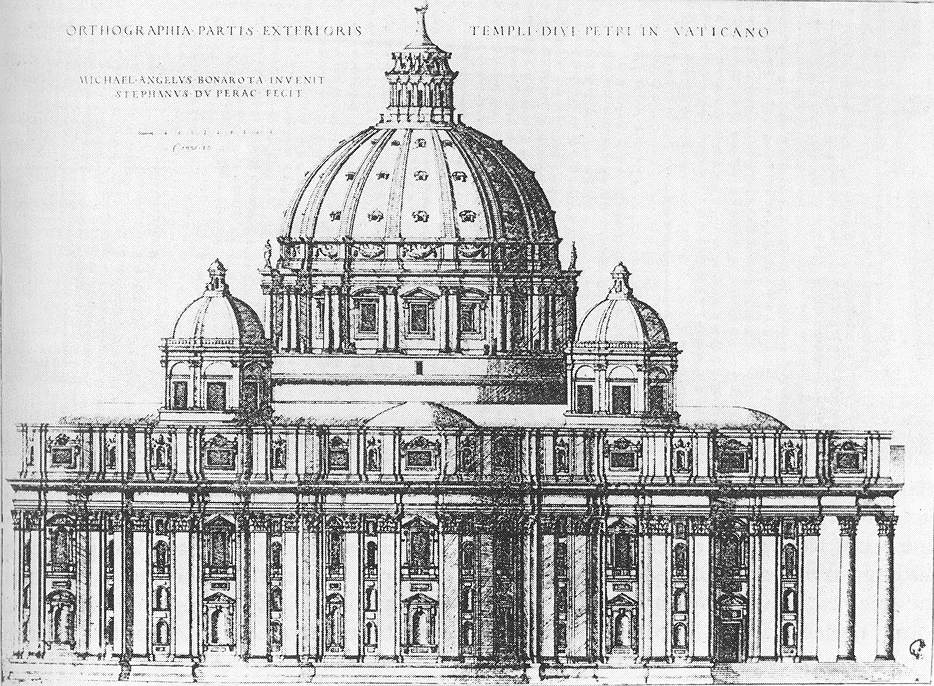
Projet pour la basilique Saint-Pierre de Rome.
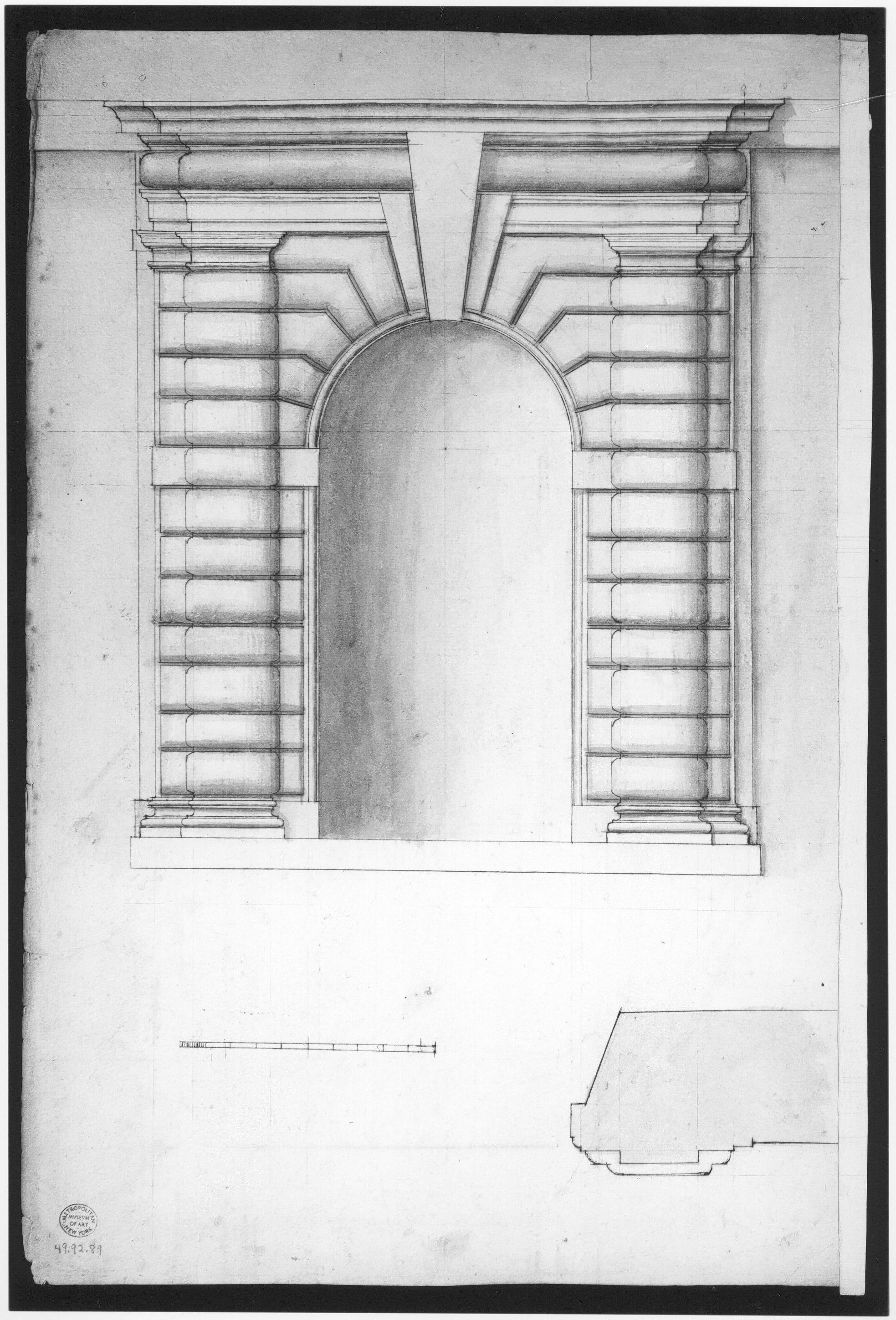
Projet du portail de Saint-Pierre de Rome.
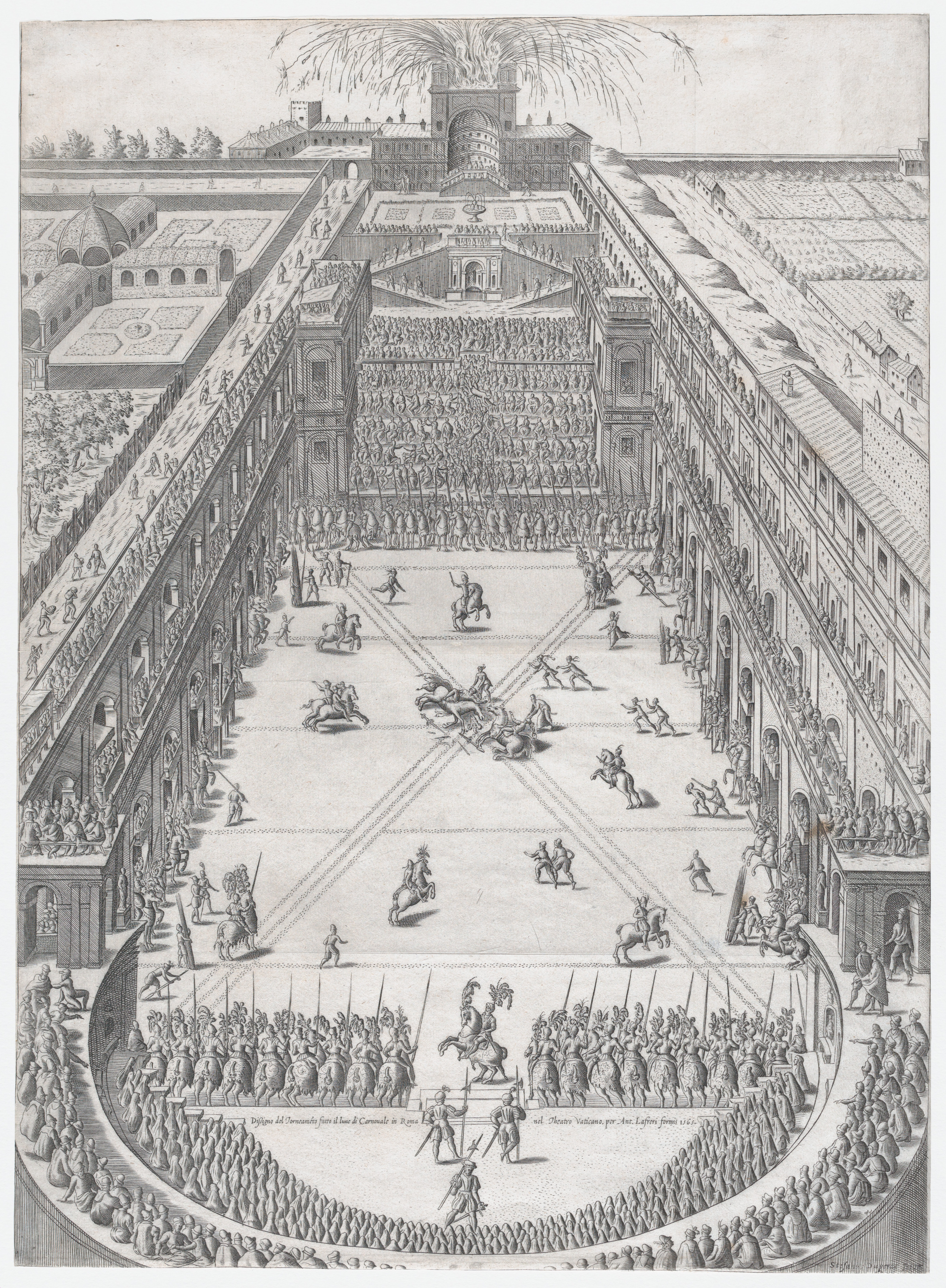
Speculum Romanae Magnificentiae : Mariage d'Annibale Altemps et Ortensia Borromeo à Rome le 5 mars 1565.
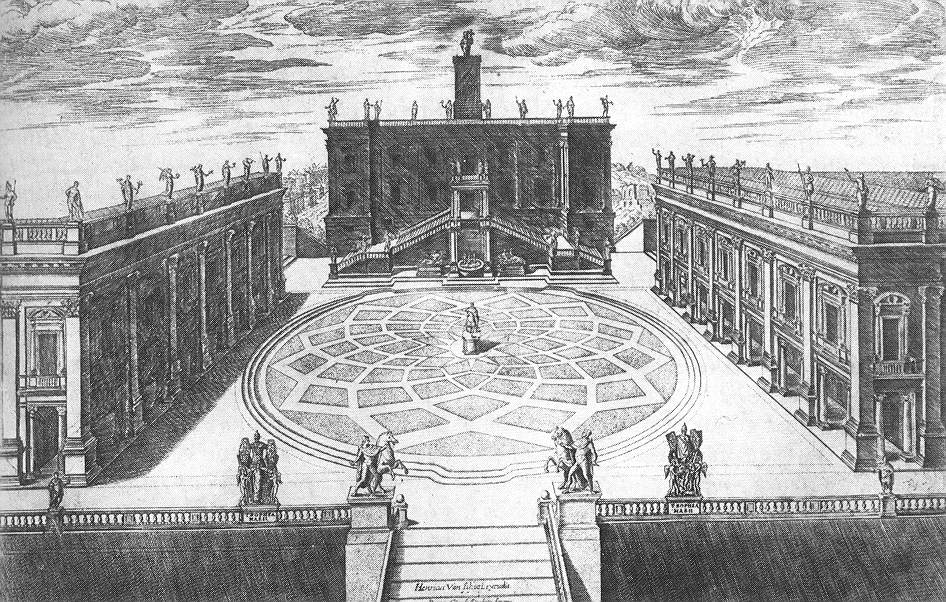
Place du Capitole par Michel-Ange.